# Reducció de Corey-Bakshi-Shibata
La reducció de Corey-Bakshi-Shibata (reducció CBS) o reducció de Corey-Itsuno és una reacció orgànica que redueix una cetona de forma enantioselectiva a un alcohol quiral. Aquesta reacció està catalitzada per una oxazaborolidina quiral que va ser desenvolupada prèviament pel laboratori d'Itsuno, per la qual cosa aquesta transformació es pot anomenar més adequadament reducció d'oxazaborolidina Itsuno-Corey.
El 1981, Itsuno i els seus col·laboradors van informar per primera vegada de l'ús de complexos quirals alcoxi-amina-borà per reduir les cetones aquirals a alcohols quirals enantioselectivament i amb un alt rendiment. Anys més tard, el 1987, Corey i els seus col·laboradors van desenvolupar la reacció entre els alcohols quirals i el borà (BH₃), generant productes oxazaborolidina que es van mostrar eficaços en la catàlisi de la reducció enantioselectiva de cetones aquirals en presència de BH₃·THF.
La reducció CBS s'ha utilitzat pels químics orgànics com a mètode fiable per a la reducció asimètrica de les cetones aquirals. En particular, s'ha trobat un ús destacat no només en un nombre de síntesis de productes naturals, sinó que s'ha utilitzat també a gran escala en la indústria. Se n'han publicat diverses ressenyes.

## Estereoquímica
L'estereoquímica de l'alcohol depèn de la configuració de l'oxazoborolidina que s'utilitzi.
On RG és el substituent més gran (més voluminós) i RP, el substituent més petit.

## Catalitzador
El catalitzador emprat en la reducció CBS és un catalitzador asimètric derivat de la prolina que, en ser un compost quiral natural, es pot obtenir de manera fàcil i econòmica.

### Síntesi
El catalitzador CBS es pot preparar a partir de difenilprolinol. El difenilprolinol es condensa amb un àcid fenilborònic o amb borà, per donar el catalitzador CBS, que forma un complex in situ amb el borà per donar el catalitzador actiu.